# 무라타촌 (니가타현)
무라타촌(村田村)은 니가타현 산토군에 있던 촌이다. 현재의 나가오카시에 해당한다.